# Anoplius semirufus
Anoplius semirufus är en stekelart som först beskrevs av Cresson.  Anoplius semirufus ingår i släktet Anoplius och familjen vägsteklar. Inga underarter finns listade i Catalogue of Life.